# Dendrochilum carinatum
Dendrochilum carinatum är en orkidéart som beskrevs av Cedric Errol Carr. Dendrochilum carinatum ingår i släktet Dendrochilum och familjen orkidéer.
Artens utbredningsområde är Sumatera. Inga underarter finns listade i Catalogue of Life.